# TIFF
TIFF 또는 태그 이미지 파일 형식(Tag Image File Format) 또는 태그드 이미지 파일 형식(Tagged Image File Format)은 일반적으로 TIFF 또는 TIF라는 약어로 알려져 있으며, 래스터 그래픽스 이미지를 저장하는 이미지 파일 형식으로, 그래픽 아티스트, 출판 업계, 및 사진작가들 사이에서 인기가 있다. TIFF는 스캐닝, 팩스, 워드 프로세싱, 광학 문자 인식, 이미지 조작, 탁상출판, 페이지 레이아웃 애플리케이션에서 널리 지원된다. 이 형식은 탁상출판에 사용하기 위해 알두스 코퍼레이션에서 만들었다. 1992년에 최신 버전인 6.0을 발표했으며, 이후 1994년 어도비 시스템즈가 알두스를 인수한 후 저작권이 어도비 시스템즈로 변경되었다. 알두스 또는 어도비의 몇 가지 기술 노트가 형식에 대한 사소한 확장을 통해 발표되었고, TIFF/EP (ISO 12234-2), TIFF/IT (ISO 12639), TIFF-F (RFC 2306), TIFF-FX (RFC 3949)를 포함하여 여러 사양들이 TIFF 6.0을 기반으로 만들어졌다.

## 역사
TIFF는 1980년대 중반 스캐너 공급업체들이 수많은 독점 형식 대신 공통 스캔 이미지 파일 형식에 합의하도록 시도하여 만들어졌다. 초기에 TIFF는 데스크톱 스캐너가 처리할 수 있는 모든 것이었기 때문에 바이너리 이미지 형식(각 픽셀에 대해 두 가지 가능한 값만 있음)에 불과했다. 스캐너의 성능이 향상되고 데스크톱 컴퓨터의 디스크 공간이 풍부해짐에 따라 TIFF는 회색조 이미지와 컬러 이미지를 수용하도록 확장되었다. 오늘날 TIFF는 JPEG 및 PNG와 함께 심층 색상 이미지에 인기 있는 형식이다.
TIFF 사양의 첫 번째 버전은 1986년 가을 알두스 코퍼레이션에 의해 두 번의 주요 초기 초안 발표 후에 출판되었다. 이것은 개정판 3.0으로 불릴 수 있다. 이는 다양한 스캐너 제조업체 및 소프트웨어 개발자와의 일련의 회의 후에 출판되었다. 1987년 4월에 개정판 4.0이 출시되었고 주로 사소한 개선 사항이 포함되었다. 1988년 10월에 개정판 5.0이 출시되었고 팔레트 색상 이미지 및 LZW 압축 지원이 추가되었다.
TIFF는 복잡한 형식으로, 여러 태그를 정의하지만 일반적으로 각 파일에서 소수만 사용된다. 이로 인해 형식의 다양한 하위 집합을 지원하는 구현이 발생했으며, 이 상황은 TIFF가 수천 개의 호환되지 않는 파일 형식을 의미한다는 농담을 불러일으켰다. 이 문제는 TIFF 사양의 개정판 6.0 (1992년 6월)에서 기본 TIFF(모든 구현에서 지원해야 함)와 TIFF 확장(선택 사항) 간의 구분을 도입하여 해결되었다. 추가 확장은 1995년 9월과 2002년 3월에 각각 발행된 두 가지 사양 보충 자료에 정의되어 있다.

## 개요
TIFF 파일에는 하나 이상의 이미지가 포함되어 있으며, 사양에서는 이를 서브파일이라고 한다. 여러 서브파일을 가지는 기본적인 사용 사례는 하나의 파일에 여러 페이지의 텔레팩스를 인코딩하는 것이지만, 다른 서브파일이 동일한 이미지의 다른 변형(예: 다른 해상도로 스캔된 이미지)을 가질 수도 있다. 각 서브파일은 파일 내에서 연속적인 바이트 범위가 아니라 최상위 엔티티가 이미지 파일 디렉토리(IFD)라고 불리는 데이터 구조이다. 기본 TIFF 리더는 첫 번째 서브파일만 사용하면 되지만, 각 IFD에는 다음 IFD로 연결되는 필드가 있다.
IFD는 TIFF라는 이름이 붙은 태그가 위치하는 곳이다. 각 IFD에는 하나 이상의 엔트리가 포함되어 있으며, 각 엔트리는 태그로 식별된다. 태그는 임의의 16비트 숫자이며, ImageWidth와 같이 TIFF 데이터 논의에서 자주 사용되는 상징적인 이름은 파일 자체에 명시적으로 나타나지 않는다. 각 IFD 엔트리에는 연결된 값이 있으며, 이 값은 형식의 일반적인 규칙에 따라 디코딩될 수 있지만, 그 값이 무엇을 의미하는지는 태그에 따라 달라진다. 단일 IFD 내에는 특정 태그를 가진 엔트리가 하나만 있을 수 있다. 일부 태그는 실제 이미지 데이터에 연결하기 위한 것이고, 다른 태그는 이미지 데이터가 어떻게 해석되어야 하는지를 지정하며, 또 다른 태그는 이미지 메타데이터에 사용된다.
TIFF 이미지는 직사각형의 픽셀 그리드로 구성된다. 이 형상의 두 축은 가로(또는 X, 또는 너비)와 세로(또는 Y, 또는 길이)라고 불린다. 가로 및 세로 해상도는 같을 필요가 없다(텔레팩스에서는 일반적으로 같지 않기 때문). 기본 TIFF 이미지는 이미지의 세로 범위를 하나 이상의 스트립으로 나누며, 이 스트립은 별도로 인코딩(특히: 압축)된다. 역사적으로 이는 압축되지 않은 데이터를 저장할 용량이 제한된 TIFF 리더(예: 팩스 기계)를 용이하게 하는 역할을 했다. 하나의 스트립이 디코딩된 다음 즉시 인쇄되는 식이었다. 그러나 현재 사양에서는 이를 "향상된 편집 유연성 및 효율적인 I/O 버퍼링"으로 설명한다.:19 TIFF 확장은 타일링된 이미지라는 대안을 제공하는데, 이 경우 이미지의 가로 및 세로 범위가 모두 더 작은 단위로 분해된다.
이러한 것들의 예시는, TIFF 이미지 인코딩에서 태그가 어떻게 사용되는지 보여주는 것인데, 스트라이프 TIFF 이미지는 태그 273(StripOffsets), 278(RowsPerStrip), 279(StripByteCounts)를 사용할 것이다. StripOffsets는 이미지 데이터 블록을 가리키고, StripByteCounts는 각 블록의 길이(파일에 저장된 대로)를 나타내며, RowsPerStrip은 스트립 내 픽셀 행의 수를 나타낸다. 후자는 스트립이 하나만 있는 경우에도 필요하며, 이 경우 단순히 태그 257(ImageLength)의 값을 복제한다. 타일링된 TIFF 이미지는 대신 태그 322(TileWidth), 323(TileLength), 324(TileOffsets), 325(TileByteCounts)를 사용한다. 각 스트립 또는 타일 내의 픽셀은 행 우선 순서로 왼쪽에서 오른쪽, 위에서 아래로 나타난다.
하나의 픽셀에 대한 데이터는 하나 이상의 샘플로 구성된다. 예를 들어, RGB 이미지는 픽셀당 하나의 빨간색 샘플, 하나의 녹색 샘플, 하나의 파란색 샘플을 가지는 반면, 회색조 또는 팔레트 색상 이미지는 픽셀당 하나의 샘플만 가진다. TIFF는 가산 (예: RGB, RGBA) 및 감산 (예: CMYK) 색상 모델을 모두 허용한다. TIFF는 픽셀당 샘플 수(선택된 색상 모델에 충분한 샘플이 있어야 한다는 것 외에는)를 제한하지 않으며, 각 샘플에 대해 얼마나 많은 비트가 인코딩되는지도 제한하지 않지만, 기본 TIFF는 리더가 몇 가지 색상 모델 및 이미지 비트 깊이 조합만 지원하도록 요구한다. 맞춤형 샘플 세트 지원은 과학 응용 프로그램에 매우 유용하다. 픽셀당 3개의 샘플은 다중 스펙트럼 영상의 하위 범위에 있으며, 하이퍼스펙트럼 영상은 픽셀당 수백 개의 샘플을 요구할 수 있다. TIFF는 단일 스트립/타일 내에 픽셀의 모든 샘플을 서로 옆에 두는 것(PlanarConfiguration = 1)을 지원하지만, 다른 스트립/타일에 다른 샘플을 두는 것(PlanarConfiguration = 2)도 지원한다. 샘플 값의 기본 형식은 부호 없는 정수이지만, TIFF 확장은 이를 대신 부호 있는 정수 또는 IEEE 754 부동 소수점으로 선언할 수 있으며, 유효한 샘플 값의 사용자 지정 범위를 지정할 수 있다.
TIFF 이미지는 압축되지 않거나, 비손실 압축 방식을 사용하거나, 손실 압축 방식을 사용하여 압축될 수 있다. 비손실 LZW 압축 방식은 때때로 TIFF의 표준 압축으로 간주되었지만, 이는 기술적으로 TIFF 확장이며, TIFF6 사양은 LZW에 대한 특허 상황을 언급한다. 압축 방식은 데이터를 처리하는 수준에서 크게 다르다. LZW는 스트립 또는 타일을 인코딩하는 바이트 스트림에서 작동하는 반면(샘플 구조, 비트 깊이 또는 행 너비와 무관), JPEG 압축 방식은 픽셀의 샘플 구조를 변환(다른 색상 모델로 전환)하고 픽셀을 행별이 아닌 8×8 블록으로 인코딩한다.
TIFF 파일의 대부분 데이터는 숫자이지만, 형식은 특정 태그에 적절한 경우 데이터를 텍스트로 선언하는 것을 지원한다. 텍스트 값을 취하는 태그에는 Artist, Copyright, DateTime, DocumentName, InkNames, 그리고 Model이 포함된다.

### MIME 타입
image/tiff MIME 유형(RFC 3302에 정의됨)은 애플리케이션 매개변수 없이 베이스라인 TIFF 6.0 파일에 사용되거나 특정 TIFF 하위 집합 또는 TIFF 확장을 식별할 필요가 없음을 나타내는 데 사용된다. 선택적 "application" 매개변수(예: Content-type: image/tiff; application=foo)는 인코딩된 이미지 데이터에 대한 특정 TIFF 하위 집합 및 TIFF 확장을 식별하기 위해 image/tiff에 대해 정의된다(알려져 있는 경우). RFC 3302에 따르면, 애플리케이션 매개변수에서 사용되는 특정 TIFF 하위 집합 또는 TIFF 확장은 RFC로 게시되어야 한다.
MIME 타입 image/tiff-fx (RFC 3949 및 RFC 3950에 정의됨)는 TIFF 기술 노트 TTN1(트리) 및 TTN2(TIFF/JPEG 사양 대체)가 포함된 TIFF 6.0을 기반으로 한다. 인터넷 팩스에 사용되며 ITU-T 그룹 3 흑백, 회색조 및 컬러 팩스 권고안과 호환된다.

### 디지털 보존
어도비는 TIFF 사양(일명 TIFF 6.0)과 발행된 두 가지 보충 자료에 대한 저작권을 보유하고 있다. 이 문서들은 어도비 TIFF 자료 페이지에서 찾을 수 있다. RFC 3949의 팩스 표준은 이러한 TIFF 사양을 기반으로 한다.
TIFF 6.0에 정의된 기본 "태그 세트"를 엄격하게 사용하고 TIFF 6.0에 명시된 압축 기술로만 제한하며 생성되는 모든 문서에 대해 여러 소스에서 충분히 테스트되고 검증된 TIFF 파일은 문서를 저장하는 데 사용할 수 있다. TIFF 파일 사용과 관련하여 콘텐츠 및 문서 관리 산업에서 흔히 발생하는 문제는 구조에 독점 헤더가 포함되어 있거나, 제대로 문서화되지 않았거나, TIFF 데이터 세트 주위에 "래퍼" 또는 기타 컨테이너가 포함되어 있거나, 부적절한 압축 기술이 포함되어 있거나, 해당 압축 기술이 제대로 구현되지 않은 경우에 발생한다.
TIFF의 변형은 문서 이미징 및 콘텐츠/문서 관리 시스템 내에서 CCITT 그룹 IV 2D 압축을 사용하여 흑백 (비트나선, 단색) 이미지와 색을 지원하는 다른 압축 기술을 지원할 수 있다. 저장 용량과 네트워크 대역폭이 오늘날의 서버 환경에서 흔히 볼 수 있는 것보다 더 큰 문제였을 때, 고용량 저장 스캔 및 문서는 저장 용량을 절약하기 위해 흑백 (컬러 또는 회색조 아님)으로 스캔되었다.
TIFF 6.0에 SampleFormat 태그를 포함함으로써 TIFF 파일은 채널당 8비트 이상의 정수 이미지 및 부동 소수점 이미지를 포함하여 고급 픽셀 데이터 유형을 처리할 수 있다. 이 태그는 TIFF 6.0을 확장 정밀도가 필요한 과학 이미지 처리에서 실행 가능한 형식으로 만들었다. 한 예로 TIFF를 사용하여 과학 CCD 카메라로 획득한 이미지를 저장하는 것인데, 이 카메라는 광자사이트당 최대 16비트의 강도 해상도를 제공한다. 단일 TIFF 파일에 이미지 시퀀스를 저장하는 것도 가능하며, 여러 페이지 이미지에 대한 규칙을 준수하는 경우 TIFF 6.0에서 허용된다.

## 세부 정보
TIFF는 유연하고 적응력이 뛰어난 파일 형식으로, 헤더 태그(크기, 정의, 이미지 데이터 배열, 적용된 이미지 압축)를 포함하여 이미지의 기하학적 구조를 정의함으로써 단일 파일 내에서 이미지와 데이터를 처리한다. 예를 들어, TIFF 파일은 JPEG (손실) 및 PackBits (비손실) 압축 이미지를 담는 컨테이너가 될 수 있다. TIFF 파일은 또한 벡터 기반의 클리핑 패스 (윤곽, 잘라내기, 이미지 프레임)를 포함할 수 있다. 비손실 형식으로 이미지 데이터를 저장할 수 있는 능력은 TIFF 파일을 유용한 이미지 아카이브로 만든다. 왜냐하면 표준 JPEG 파일과 달리 비손실 압축(또는 압축 없음)을 사용하는 TIFF 파일은 이미지 품질 손실 없이 편집하고 다시 저장할 수 있기 때문이다. 이것은 TIFF를 압축된 JPEG를 담는 컨테이너로 사용할 때는 해당되지 않는다. 다른 TIFF 옵션은 레이어 및 페이지이다.
TIFF는 파일 크기를 줄이기 위한 LZW 압축, 즉 비손실 데이터 압축 기술을 사용하는 옵션을 제공한다. 이 옵션의 사용은 LZW 기술에 대한 특허가 2004년에 만료될 때까지 제한되었다.
TIFF 6.0 사양은 다음 부분으로 구성된다.
- 소개 (TIFF 관리, 개인 필드 및 값 사용 등에 대한 정보 포함)
- 1부: 기본 TIFF
- 2부: TIFF 확장
- 3부: 부록

### 1부: 기본 TIFF
TIFF가 도입되었을 때, 그 확장성은 호환성 문제를 야기했다. 인코딩의 유연성은 TIFF가 수천 개의 호환되지 않는 파일 형식을 의미한다는 농담을 불러일으켰다. 이러한 문제를 피하기 위해 모든 TIFF 리더는 기본 TIFF를 읽어야 했다. 다른 것들 중에서, 기본 TIFF는 레이어, 또는 압축된 JPEG 또는 LZW 이미지를 포함하지 않는다. 기본 TIFF는 공식적으로 TIFF 6.0, Part 1: Baseline TIFF로 알려져 있다.
다음은 필요한 기본 TIFF 기능의 불완전한 목록이다.

#### 다중 서브파일
TIFF 리더는 TIFF 파일당 여러/다중 페이지 이미지(서브파일)를 처리할 준비가 되어 있어야 하지만, 첫 번째 이미지 이후의 이미지에 대해 실제로 아무것도 할 필요는 없다.
하나의 TIFF 파일에는 두 개 이상의 이미지 파일 디렉토리(IFD)가 있을 수 있다. 각 IFD는 서브파일을 정의한다. 서브파일의 한 가지 용도는 팩스 문서의 페이지와 같이 관련된 이미지를 설명하는 것이다. 기본 TIFF 리더는 첫 번째 IFD를 넘어선 IFD를 읽을 필요가 없다.

#### 스트립
기본 TIFF 이미지는 하나 이상의 스트립으로 구성된다. 스트립(또는 밴드)은 하나 이상의 행으로 구성된 이미지의 하위 섹션이다. 각 스트립은 전체 이미지와 독립적으로 압축될 수 있으며, 각 스트립은 바이트 경계에서 시작한다. 이미지 높이가 스트립의 행 수로 균등하게 나눌 수 없는 경우, 마지막 스트립은 더 적은 행을 포함할 수 있다. 스트립 정의 태그가 생략되면 이미지는 단일 스트립을 포함하는 것으로 가정된다.

#### 압축
기본 TIFF 리더는 다음 세 가지 압축 방식을 처리해야 한다.
- 무압축
- CCITT 그룹 3 1차원 허프먼 RLE 수정
- 팩비트 압축 - 런 렝스 부호화의 한 형태

#### 이미지 종류
기준선 TIFF 이미지 유형은 바이레벨, 회색조, 팔레트 색상, 및 RGB 풀 컬러 이미지이다.

#### 바이트 순서
모든 TIFF 파일은 바이트 순서를 나타내는 2바이트 표시자("Intel 바이트 순서"라고도 하는 리틀 엔디언의 경우 "II",  1980c.) 또는 "모토로라 바이트 순서"라고도 하는 빅 엔디언의 경우 "MM",  1980c.)로 시작한다. 다음 2바이트 단어에는 형식 버전 번호가 포함되어 있는데, TIFF의 모든 버전(예: TIFF v5.0 및 TIFF v6.0)에서 항상 42였다.
TIFF 파일의 모든 2바이트 단어, 더블 워드 등은 표시된 바이트 순서로 가정된다. TIFF 6.0 사양은 호환되는 TIFF 리더가 두 바이트 순서(II 및 MM)를 모두 지원해야 하며, 기록기는 둘 중 하나를 사용할 수 있다고 명시한다.

#### 기타 TIFF 필드
TIFF 리더는 TIFF 사양에 설명되지 않은 개인 필드를 만나면 무시할 준비가 되어 있어야 한다. 선택적 필드가 존재하지 않더라도 TIFF 리더는 TIFF 파일 읽기를 거부해서는 안 된다.

### 2부: TIFF 확장
많은 TIFF 리더는 기본 TIFF에 추가된 태그를 지원하지만, 모든 리더가 모든 확장을 지원하는 것은 아니다. 그 결과, 기본 TIFF 기능은 TIFF의 최소 공통분모가 되었다. 기본 TIFF 기능은 TIFF 확장(TIFF 6.0 Part 2 사양에 정의됨)에서 확장되지만, 확장은 개인 태그에서도 정의될 수 있다.
TIFF 확장은 공식적으로 TIFF 6.0, Part 2: TIFF Extensions으로 알려져 있다. 다음은 TIFF 6.0 사양에 정의된 TIFF 확장 중 일부 예시이다.

#### 압축
- CCITT T.4 이진 레벨 인코딩
- CCITT T.6 이진 레벨 인코딩
- LZW
- JPEG

#### 이미지 유형
- CMYK 이미지
- YCbCr 이미지
- 하프톤 힌트
- 타일링된 이미지
- CIE L*a*b* 이미지

#### 이미지 트리
기준선 TIFF 파일은 일련의 이미지(IFD)를 포함할 수 있다. 일반적으로 모든 이미지는 관련되어 있지만 문서의 페이지와 같이 다른 데이터를 나타낸다. 동일한 데이터의 여러 보기를 명시적으로 지원하기 위해 SubIFD 태그가 도입되었다. 이는 이미지를 트리 구조를 따라 정의할 수 있게 한다. 각 이미지는 일련의 자식을 가질 수 있으며, 각 자식은 그 자체로 이미지이다. 일반적인 용도는 다른 색 공간으로 이미지의 미리보기 이미지 또는 여러 버전을 제공하는 것이다.

##### 타일
TIFF 이미지는 또한 여러 개의 타일로 구성될 수 있다. 동일한 이미지 내의 모든 타일은 동일한 크기를 가지며, 스트립(위 참조)과 유사하게 전체 이미지와 독립적으로 압축될 수 있다. 타일링된 이미지는 TIFF 6.0, Part 2: TIFF Extensions의 일부이므로, 기본 TIFF 리더에서는 타일링된 이미지 지원이 필수는 아니다.

#### 기타 확장
TIFF 6.0 사양(소개)에 따르면, 어도비가 기본 TIFF의 일부로 승인하지 않은 제안된 TIFF 확장을 사용하는 모든 TIFF 파일(일반적으로 출판 또는 일반 그래픽 또는 그림 교환 영역에 속하지 않는 TIFF의 특수 용도)은 TIFF 파일로 불리지 않거나 주류 TIFF 파일과 혼동되지 않도록 어떤 식으로든 표시되어야 한다.

#### 사설 태그
개발자들은 "사설 태그" 블록을 신청하여 TIFF 파일 내에 자신들의 독점 정보를 포함시키면서 파일 교환에 문제를 일으키지 않도록 할 수 있다. TIFF 리더는 인식하지 못하는 태그를 무시하도록 요구되며, 등록된 개발자의 사설 태그는 다른 누구의 태그나 사양에 정의된 표준 태그 세트와 충돌하지 않도록 보장된다. 사설 태그는 32,768 이상의 숫자로 지정된다.
개인 태그는 특정 조직에만 의미 있는 정보, 또는 TIFF 내에서 새로운 압축 방식 실험을 위해 예약되어 있다. 요청 시 TIFF 관리자(현재 어도비)는 조직에 하나 이상의 개인 태그를 할당하고 등록하여 다른 조직과의 가능한 충돌을 방지한다. 조직과 개발자는 임의로 태그 번호를 선택하지 않도록 권장된다. 그렇게 하면 심각한 호환성 문제가 발생할 수 있기 때문이다. 그러나 TIFF 파일이 개인 환경을 벗어날 가능성이 거의 또는 전혀 없다면, 조직과 개발자는 "재사용 가능한" 65,000–65,535 범위의 TIFF 태그를 사용하는 것을 고려하도록 권장된다. 이 범위의 숫자를 사용할 때는 어도비에 연락할 필요가 없다.

### TIFF 압축 태그
TIFF 태그 259 (010316)는 압축 방식에 대한 정보를 저장한다. 기본값은 1 = 압축 없음이다.
대부분의 TIFF 기록기와 TIFF 리더는 일부 TIFF 압축 방식만 지원한다. 다음은 사용된 TIFF 압축 방식의 몇 가지 예이다.
| 태그 값 | 압축 방식 | 손실/비손실  | 사양                      | 설명 | 이미지 종류 | 사용 및 지원 |
| ------- | --- | ------------ | ------------------------- | --- | ----------- | ------------ |
| 000116  | 없음 | 비손실       | TIFF 6.0                  | 기본 TIFF | 모두        | 일반적       |
| 000216  | CCITT 그룹 3 1차원 수정 허프먼 런-렝스 인코딩 (일명 MH 또는 CCITT 1D)                                                 | 비손실       | TIFF 6.0                  | 기본 TIFF; ITU-T T.4 기반 압축                                                                                                   | 흑백        | 일반적       |
| 000316  | ITU-T 권고 T.4의 4절, 부호화에 명시된 CCITT T.4 이진 레벨 인코딩 (일명 CCITT 그룹 3 팩스 인코딩 또는 CCITT 그룹 3 2D) | 비손실       | TIFF 6.0                  | TIFF 6.0 확장; ITU-T T.4 기반 압축                                                                                               | 흑백        | 일반적       |
| 000416  | ITU-T 권고 T.6의 2절에 명시된 CCITT T.6 이진 레벨 인코딩 (일명 CCITT 그룹 4 팩스 인코딩)                              | 비손실       | TIFF 6.0                  | TIFF 6.0 확장; ITU-T T.6 기반 압축                                                                                               | 흑백        | 일반적       |
| 000516  | LZW | 비손실       | TIFF 6.0                  | TIFF 6.0 확장; TIFF 5 (1988)에서 처음 정의됨; 특허 압축 알고리즘이었으나, 2003년과 2004년에 특허가 만료됨                        | 모두        | 일반적       |
| 000616  | JPEG (오래된 '구식' JPEG, Technote2에서 나중에 대체됨)                                                                | 손실         | TIFF 6.0                  | TIFF 6.0 확장; TIFF 6 (1992)에서 처음 정의됨; 구식, 절대 기록되어서는 안 됨.                                                     | 연속톤      | 드묾         |
| 000716  | JPEG ('새로운 스타일' JPEG)                                                                                           | 손실         | TIFF 6 Technote2 (1995)   | 구식 JPEG 압축을 대체함; TIFF 6.0 확장임.                                                                                        | 연속톤      | 흔치 않음    |
| 000816  | Deflate (zlib), 어도비 변형 (공식)                                                                                    | 비손실       | TIFF 사양 보충 2 (2002)   | RFC 1950 (1996), RFC 1951 (1996), 어도비 포토샵 TIFF 기술 노트; TIFF 6.0 확장임.                                                 | 모두        | 일반적       |
| 000916  | JBIG, ITU-T T.85에 따름                                                                                               | 비손실       | TIFF-FX                   | RFC 2301 (1998), RFC 3949 (2005)                                                                                                 | 흑백        | 드묾         |
| 000A16  | JBIG, ITU-T T.43에 따름                                                                                               | 비손실       | TIFF-FX                   | RFC 2301 (1998), RFC 3949 (2005)                                                                                                 | 흑백        | 드묾         |
| 7FFE16  | NeXT RLE 2비트 회색조 인코딩                                                                                          |              | 독점                      | |             | 드묾         |
| 800516  | 팩비트 (일명 매킨토시 RLE)                                                                                            | 비손실       | TIFF 6.0                  | 기본 TIFF | 모두        | 드묾         |
| 802916  | ThunderScan RLE 4비트 인코딩                                                                                          |              | 독점                      | | 흑백        | 드묾         |
| 807F16  | 연속톤(CT) 또는 단색 그림(MP)에서의 RasterPadding                                                                     | 비손실       | TIFF/IT (1998, 2004)      | ISO 12639 |             | 드묾         |
| 808016  | 라인 작업(LW)을 위한 RLE                                                                                              | 비손실       | TIFF/IT (1998, 2004)      | ISO 12639 |             | 드묾         |
| 808116  | 고해상도 연속톤(HC)을 위한 RLE                                                                                        | 비손실       | TIFF/IT (1998, 2004)      | ISO 12639 |             | 드묾         |
| 808216  | 이진 라인 작업(BL)을 위한 RLE                                                                                         | 비손실       | TIFF/IT (1998, 2004)      | ISO 12639 |             | 드묾         |
| 80B216  | Deflate, PKZIP 변형 (구식)                                                                                            | 비손실       | 독점                      | TIFF Specification Supplement 2에 따르면 구식으로 간주해야 하지만 읽는 것이 권장됨                                               | 모두        | 흔치 않음    |
| 80B316  | 코닥 DCS |              | 독점                      | |             | 드묾         |
| 876516  | JBIG |              | LibTIFF                   | | 흑백        | 드묾         |
| 879816  | JPEG2000 |              | 독점                      | TIFF 파일 내에 완전한 JP2 파일을 포함함, 권장하지 않음. Leadtools에서 도입.                                                      |             | 흔치 않음    |
| 879916  | 니콘 NEF 압축 |              | 독점                      | |             | 드묾         |
| 879B16  | JBIG2 | 비손실, 손실 | TIFF-FX Extension Set 1.0 | 2001년 IETF 초안 폐기 |             | 드묾         |
| 884716  | LERC | 손실         | ESRI LERC                 | |             | 드묾         |
| 884C16  | 손실 비-YCbCr JPEG | 손실         | DNG 1.4.0.0               | DNG 의미 마스크와 LinearRaw 색 공간의 이미지에 사용됨; "무손실 허프먼 JPEG"와 대조적으로 기본 DCT JPEG 압축을 명시적으로 나타냄. |             | 드묾         |
| C35016  | Zstd | 비손실       | LibTIFF                   | |             | 드묾         |
| C35116  | WebP | 비손실, 손실 | LibTIFF                   | |             | 드묾         |
| CD4216  | JPEG XL | 비손실, 손실 | DNG 1.7.0.0               | |             | 드묾         |

## 관련 형식

### BigTIFF
TIFF 파일 형식은 32비트 오프셋을 사용하여 파일 크기를 약 4 GiB로 제한한다. 일부 구현은 부호 있는 32비트 오프셋을 사용하여 2GiB 근처에서 문제가 발생하기도 한다. BigTIFF는 64비트 오프셋을 사용하고 훨씬 더 큰 파일(최대 18 엑사바이트)을 지원하는 TIFF 변형 파일 형식이다. BigTIFF 파일 형식 사양은 2007년 LibTIFF 버전 4.0 개발 릴리스에서 구현되었으며, 2011년 12월에 안정 버전으로 최종 출시되었다. BigTIFF 파일 형식에 대한 애플리케이션 지원은 제한적이다.

### Exif
Exif 사양은 TIFF를 기반으로 한다. 비압축 이미지 데이터의 경우, Exif 파일은 일부 개인 태그가 있는 TIFF 파일이다. JPEG 압축 이미지 데이터의 경우, Exif는 JPEG 파일 교환 형식을 사용하지만 파일의 APP1 세그먼트에 TIFF 파일을 삽입한다. 해당 내장 TIFF의 첫 번째 IFD(Exif 사양에서는 0번째라고 함)는 이미지 데이터를 포함하지 않고 기본 이미지의 메타데이터만 포함한다. 그러나 해당 내장 TIFF에는 섬네일 이미지가 있을 수 있으며, 이는 두 번째 IFD(Exif 사양에서는 1번째라고 함)에 의해 제공된다. Exif 오디오 파일 형식은 TIFF를 기반으로 하지 않는다.
Exif는 이미지 메타데이터, 특히 카메라 설정 및 지리적 위치 데이터에 대한 많은 수의 개인 태그를 정의하지만, 대부분은 일반 TIFF IFD에는 나타나지 않는다. 대신 이러한 태그는 기본 IFD의 개인 태그가 가리키는 별도의 IFD에 존재한다.

### TIFF/IT
TIFF/IT은 하이엔드 프리프레스 시스템에서 설계된 인쇄 준비 페이지용 데이터를 전송하는 데 사용된다. TIFF/IT 사양(ISO 12639)은 파일 세트당 단일 페이지를 설명할 수 있는 다중 파일 형식을 설명한다. TIFF/IT 파일은 일반 TIFF 파일과 호환되지 않는다.
TIFF/IT 개발의 목표는 원래 IT8 자기 테이프 형식을 매체 독립적인 버전으로 발전시키는 것이었다. TIFF/IT는 어도비 TIFF 6.0 사양을 기반으로 하며, 추가 태그를 추가하여 TIFF 6을 확장하고, 일부 태그와 태그 내의 값을 제한하여 TIFF 6을 제한한다. 모든 유효한 TIFF/IT 이미지가 유효한 TIFF 6.0 이미지는 아니다.
TIFF/IT은 컬러 연속톤 그림 이미지, 컬러 라인 아트 이미지, 고해상도 연속톤 이미지, 단색 연속톤 이미지, 바이너리 그림 이미지, 바이너리 라인아트 이미지, 스크리닝된 데이터 및 최종 합성 페이지 이미지를 인코딩하기 위한 이미지 파일 형식을 정의한다.
TIFF/IT에 대해 정의된 MIME 유형은 없다. TIFF/IT 파일에는 image/tiff MIME 유형을 사용해서는 안 된다. TIFF/IT은 기본 TIFF 6.0을 준수하지 않으며 널리 배포된 TIFF 6.0 리더는 TIFF/IT을 읽을 수 없기 때문이다. 애플리케이션 매개변수 없는 image/tiff MIME 유형(RFC 3302에 정의됨)은 기본 TIFF 6.0 파일에 사용되거나 특정 TIFF 하위 집합 또는 TIFF 확장을 식별할 필요가 없음을 나타내는 데 사용된다. TIFF 확장 또는 TIFF 하위 집합을 구별하기 위해 image/tiff와 함께 애플리케이션 매개변수를 사용해야 한다. RFC 3302에 따르면 특정 TIFF 하위 집합 또는 TIFF 확장은 RFC로 게시되어야 한다. TIFF/IT에 대한 그러한 RFC는 없다. TIFF/IT 표준을 감독하는 ISO 위원회는 TIFF/IT을 image/tiff 매개변수 또는 새로운 별도의 MIME 유형으로 등록할 계획도 없다.

#### TIFF/IT 파일
TIFF/IT은 여러 종류의 파일로 구성되어 있으며 일반적인 데스크톱 애플리케이션으로는 생성하거나 열 수 없다. TIFF/IT-P1 파일 세트는 일반적으로 다음 파일로 구성된다.
- 최종 페이지 (FP)
- 연속톤 이미지 (CT)
- 선 작업 이미지 (LW)
- 고해상도 연속톤 파일 (HC - 선택 사항)

TIFF/IT은 또한 다음 파일을 정의한다.
- 단색 연속톤 그림 이미지 (MP)
- 이진 그림 이미지 (BP)
- 이진 선 작업 이미지 (BL)
- 스크리닝 데이터 (SD)

이러한 데이터 유형 중 일부는 TIFF 6.0 사양의 해당 정의와 부분적으로 호환된다. 최종 페이지(FP)는 완전한 페이지를 정의하는 데 필요한 다양한 파일을 함께 그룹화할 수 있도록 한다. 이는 최종 인쇄 이미지를 생성하기 위해 결합될 별도의 이미지 레이어(CT, LW 등 유형)를 포함하는 패키지를 생성하는 메커니즘을 제공한다. 이 사용은 권장되지만 필수는 아니다. FP 파일에는 최소 하나의 서브파일이 있어야 하지만 각 유형당 하나를 초과할 수 없다. 일반적으로 CT 서브파일과 LW 서브파일을 포함한다.
이 표준의 기본 색 공간은 CMYK이지만, 다른 색 공간과 ICC 프로파일 사용도 지원된다.

#### TIFF/IT 압축
TIFF/IT은 파일 구조 자체 내에서 압축을 위한 조항을 두지 않지만, 제한은 없다. (예를 들어, 전체 파일 구조를 ZIP 아카이브로 압축하는 것은 허용된다.)
LW 파일은 LW용 런-렝스 인코딩(압축 태그 값은 808016)으로 알려진 특정 압축 방식을 사용한다. HC 파일도 HC용 특정 런-렝스 인코딩(압축 태그 값은 808116)을 사용한다. TIFF/IT P1 사양은 CT 파일 내에서의 압축 사용을 허용하지 않는다.
다음은 정의된 TIFF/IT 압축 방식 목록이다.
| 파일 유형                       | TIFF/IT 적합성                                                                            | TIFF/IT-P1 적합성                                        | TIFF/IT-P2 적합성                                                      |
| ------------------------------- | ----------------------------------------------------------------------------------------- | -------------------------------------------------------- | ---------------------------------------------------------------------- |
| 최종 페이지 (FP) 0번째 IFD 필드 | 무압축 (000116), Deflate (000816) 또는 PackBits (800516)                                  | 무압축 (000116), Deflate (000816) 또는 PackBits (800516) | 무압축 (000116), Deflate (000816) 또는 PackBits (800516)               |
| 연속톤 (CT)                     | 무압축 (000116), JPEG (000716), Deflate (000816) 또는 CT 또는 MP의 RasterPadding (807F16) | 무압축 (000116)                                          | 무압축 (000116), JPEG (000716), Deflate (000816)                       |
| 선 작업 (LW)                    | LW용 RLE (808016)                                                                         | LW용 RLE (808016)                                        | LW용 RLE (808016)                                                      |
| 고해상도 연속톤 (HC)            | HC용 RLE (808116)                                                                         | HC용 RLE (808116)                                        | HC용 RLE (808116)                                                      |
| 단색 연속톤 그림 (MP)           | 무압축 (000116), JPEG (000716), Deflate (000816) 또는 CT 또는 MP의 RasterPadding (807F16) | 무압축 (000116)                                          | 무압축 (000116), JPEG (000716), Deflate (000816)                       |
| 이진 그림 이미지 (BP)           | 무압축 (000116), CCITT T.6 이진 레벨 인코딩 (000416), Deflate (000816)                    | 무압축 (000116)                                          | 무압축 (000116), CCITT T.6 이진 레벨 인코딩 (000416), Deflate (000816) |
| 이진 선 작업 (BL)               | BL용 RLE (808216)                                                                         | BL용 RLE (808216)                                        |                                                                        |
| 스크리닝 데이터 (SD)            | 무압축 (000116), CCITT T.6 이진 레벨 인코딩 (000416), Deflate (000816)                    |                                                          | 무압축 (000116), CCITT T.6 이진 레벨 인코딩 (000416), Deflate (000816) |

#### TIFF/IT P1
TIFF/IT P1에 여러 가지 한계가 있었기 때문에 확장된 형식이 개발되었다. ISO 12639:1998은 TIFF/IT-P1(프로필 1)을 도입했는데, 이는 전체 TIFF/IT 표준(이전에는 ANSI IT8.8–1993에 정의됨)의 직접적인 하위 집합이다. 이 하위 집합은 표준 및 소프트웨어 개발 커뮤니티 모두에서 전체 TIFF/IT 표준의 구현이 어느 한 공급업체에 의해 이루어질 가능성이 낮고(복잡성 때문에) 불필요하다는(프로필 1이 디지털 광고 전달을 위한 대부분의 응용 프로그램을 포괄할 것이기 때문에) 상호 인식을 바탕으로 개발되었다. 2001년에는 디지털 광고의 거의 모든 TIFF/IT 파일이 TIFF/IT-P1 파일 세트로 배포되었다. 사람들이 TIFF/IT에 대해 이야기할 때, 보통 P1 표준을 의미한다.
다음은 TIFF/IT-P1의 제한 사항 중 일부이다(TIFF/IT과 비교).
- CMYK만 사용 (적절한 경우)
- 픽셀 인터리브 (적절한 경우)
- 단일 이미지 방향 선택
- 단일 점 범위 선택
- 제한된 압축 방식

TIFF/IT-P1은 TIFF/IT의 간소화된 적합성 수준으로, CEPS(컬러 전자 프리프레스 시스템)와 DTP(데스크톱 출판) 세계 간의 호환성을 극대화한다. 스카이텍스 CT/LW 형식과 같은 독점적인 CEPS 형식에 깨끗한 인터페이스를 제공한다.

#### TIFF/IT P2
TIFF/IT P1에는 여러 가지 한계가 있었기 때문에 확장된 형식이 개발되었다. ISO 12639:2004는 새로운 확장 적합성 수준인 TIFF/IT-P2(프로필 2)를 도입했다. TIFF/IT-P2는 TIFF/IT-P1에 다음과 같은 여러 기능을 추가했다.
- CMYK 별색만 (적절한 경우)
- CT 및 BP 데이터 압축 지원 (JPEG 및 Deflate)
- 단일 파일 내 다중 LW 및 CT 파일 지원
- 새로운 파일 유형인 SD(Screened Data)를 통한 코피닷 파일 지원
- FP, LW, CT 파일을 단일 파일인 GF(Group Final) 파일로 연결하는 가능성을 만들려는 노력이 있었지만, 이는 ISO 12639:2004의 초안 버전에는 정의되지 않았다.[41]

이 형식은 널리 사용되지 않았다.

#### 사설 태그
TIFF/IT 사양은 개발자가 개인 태그를 활용할 수 있는 TIFF 기능을 보존했다. TIFF/IT 사양은 이러한 개인 태그를 처리하는 방법에 대해 매우 정확하다. 즉, 구문 분석해야 하지만 무시해야 한다.
TIFF/IT-P1 사양의 개인 태그는 원래 개발자가 특정 응용 프로그램에 대한 특정 기능을 추가할 수 있는 방법을 제공하기 위한 것이었다. 개인 태그는 개발자(예: Scitex)가 특정 인쇄 값 또는 기타 기능을 보존하는 데 사용할 수 있다. 개인 태그는 일반적으로 32768 이상인 태그 번호로 표시된다.
모든 개인 태그는 어도비(TIFF 관리자)에 요청하여 등록해야 한다.
1992년에 DDAP(Digital Distribution of Advertising for Publication, 나중에 Digital Directions in Applications for Production)는 디지털 광고 전달을 위한 요구사항을 개발했다. 이는 디지털 광고 전달을 위한 공인 파일 형식 표준 개발을 위해 ANSI 공인 CGATS(Committee for Graphic Arts Technology Standards)에 제출되었다. CGATS는 이 목적을 위한 대안을 검토했으며 TIFF가 이상적인 후보처럼 보였지만, 특정 필수 기능을 처리할 수 없다는 점이 있었다. CGATS는 Aldus(TIFF 관리자)에 결국 TIFF/IT이 된 것을 구현하기 위해 자체 TIFF 개인 태그 블록을 요청했다. 예를 들어, 색상 순서를 식별하는 기능은 태그 34017인 색상 순서 태그로 처리된다.
TIFF/IT은 IT8.1, IT8.2 및 IT8.5 표준에서 래스터 데이터를 인코딩하는 전송 독립적인 방법의 필요성을 충족시키기 위해 만들어졌다.

#### 표준
TIFF/IT은 1993년에 ANSI IT8.8–1993 표준으로 정의되었고, 나중에 국제 표준 ISO 12639:1998 – 프리프레스 디지털 데이터 교환 – 이미지 기술을 위한 태그 이미지 파일 형식(TIFF/IT)으로 개정되었다. ISO 표준은 ANSI IT8.8–1993을 대체한다. 이는 프리프레스 전자 데이터 교환을 위한 미디어 독립적인 수단을 명시한다.
ISO 12639:2004(제2판) TIFF/IT 표준은 ISO 12639:1998을 대체했다. 또한 ISO 12639:2004 / Amd. 1:2007 - TIFF/IT에서 JBIG2-Amd2 압축 사용으로 확장되었다.

## 같이 보기
- 윈도우 사진 뷰어